# Aloe rubrodonta
Aloe rubrodonta ist eine Pflanzenart der Gattung der Aloen in der Unterfamilie der Affodillgewächse (Asphodeloideae). Das Artepitheton rubrodonta leitet sich vom lateinischen Wort rubrus für ‚rot‘ sowie dem griechischen Wort odontos für ‚Zahn‘  ab und verweist auf die roten Zähne am Blattrand.

## Beschreibung

### Vegetative Merkmale
Aloe rubrodonta wächst stammlos, ist einzeln oder teilt sich in zwei bis drei Rosetten. Die zwölf bis 18 Laubblätter sind eiförmig-lanzettlich. Ihre jadegrüne Blattspreite ist 10 bis 15 Zentimeter lang und 4 Zentimeter breit. Auf der Blattoberseite sind H-förmige weiße Flecken vorhanden. Die Unterseite ist stark weiß gefleckt. Die deltoiden, roten Zähne am knorpeligen, dunkelroten Blattrand sind 1,5 Millimeter lang und stehen 4 bis 5 Millimeter voneinander entfernt. Der klare Blattsaft trocknet gelb.

### Blütenstände und Blüten
Der Blütenstand weist bis zu drei Zweige auf und erreicht eine Länge von 30 Zentimetern. Die fast kopfigen Trauben sind 8 bis 10 Zentimeter lang. Die weißlich grünen, fleischigen Brakteen weisen eine Länge von 13 bis 16 Millimeter auf und sind 5 Millimeter breit. Die nickenden, trüb gelborangefarbenen Blüten scheinen wachsig und sind an ihrer Mündung gelb. Sie stehen an 30 bis 32 Millimeter langen Blütenstielen. Die Blüten sind 30 bis 35 Millimeter lang. Auf Höhe des Fruchtknotens weisen die Blüten einen Durchmesser von 11 bis 12 Millimeter auf. Darüber sind sie zur Mündung auf 7 Millimeter verengt. Ihre äußeren Perigonblätter sind auf einer Länge von 5 Millimetern nicht miteinander verwachsen. Die Staubblätter ragen 3 Millimeter und der Griffel ragt 6 Millimeter aus der Blüte heraus.

## Systematik und Verbreitung
Aloe rubrodonta ist im Nordwesten von Somalia auf Kalksteinvorkommen in einer Höhe von 1525 Metern verbreitet. Die Art ist nur vom Typusfundort bekannt.
Die Erstbeschreibung durch Thomas A. McCoy und John Jacob Lavranos wurde 2007 veröffentlicht.

## Nachweise